# Ауленти, Гаэ
Гаэ́ Ауле́нти (итал. Gae Aulenti, настоящее имя — Гаэтане Ауленти (итал. Gaetane Aulenti); 4 декабря 1927 года, Палаццоло-делло-Стелла — 1 ноября 2012 года, Милан) — итальянский архитектор и дизайнер, автор ряда известных в мире проектов реконструкции музеев.

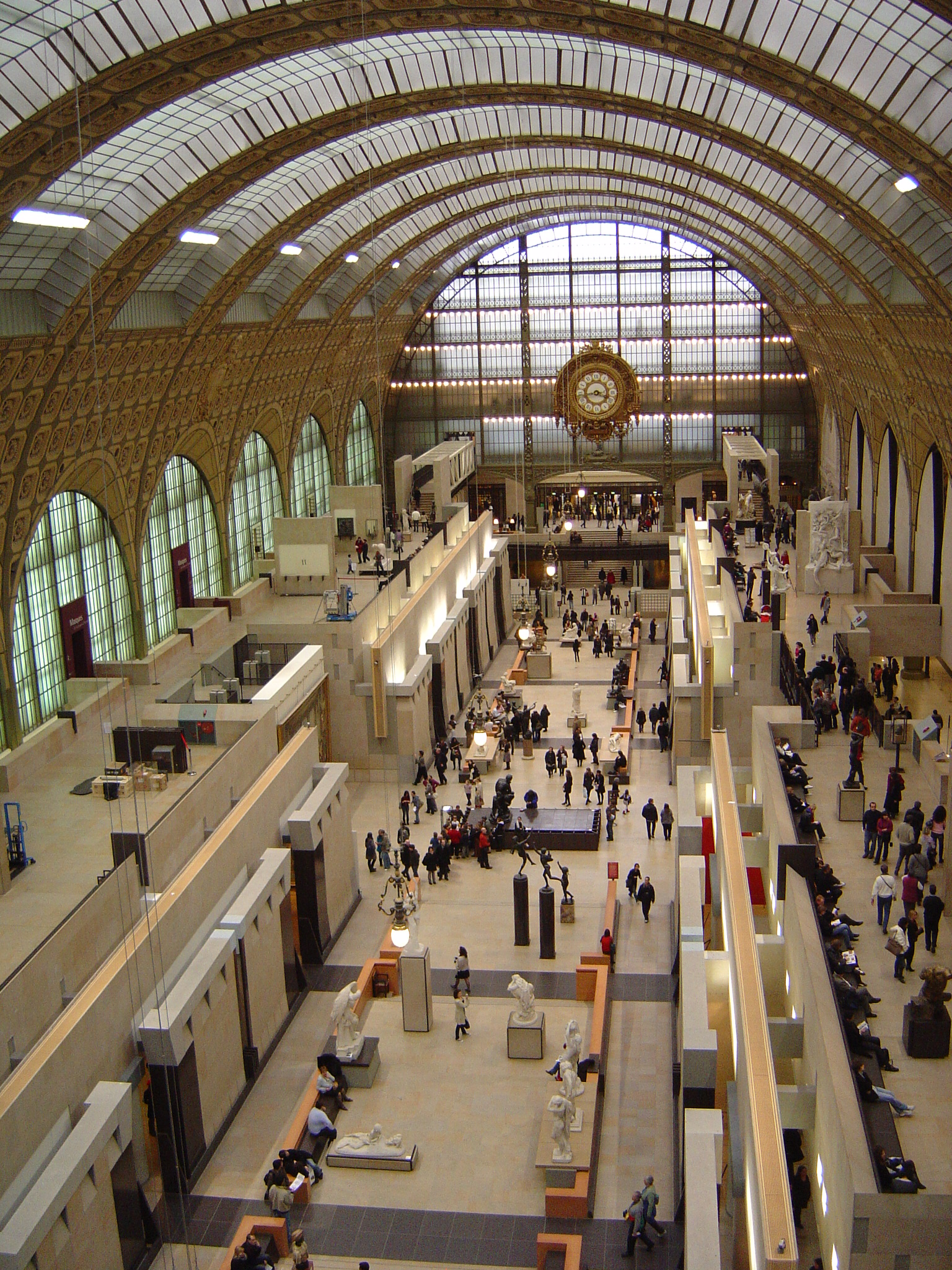
Музей Орсе

Участвовала в таких проектах, как Национальный музей искусств в Париже (Музей Орсе), Музей современного искусства в Центре Помпиду в Париже, венецианский Палаццо Грасси, Музей азиатского искусства в Сан-Франциско, Национальный музей искусства Каталонии в Барселоне, Палаццо Публико в Сан-Марино. Работала над проектом реконструкции площади Кадорна в Милане. В Риме занималась реконструкцией папских конюшен при Квиринальском дворце.

## Биография
Получила образование на факультете архитектуры Миланского политеха (1959). Однокурсником был Витторио Гаратти. Впоследствии работала в журнале архитектуры и дизайна «Casabella Continuita» дизайнером-графиком и в журнале «Lotus International». На её становление как архитектора сначала повлиял неореализм, а позже итальянское течение под названием «неолиберти» (наиболее известные примеры — Башня Веласко в Милане и Башня ББПР в Турине).
Она активно занималась общественной деятельностью, преподавала в Венецианской школе архитектуры в 1960—1962 и в Миланской школе архитектуры в 1964—1967, читала лекции на кафедре архитектуры Венецианского университета. В то время работала над дизайном для универмага «La Rinascente», а затем разрабатывала дизайн мебели в дизайнерской компании «Zanotta», ей были созданы ставшие известными стул «April» из нержавеющей стали и стол «Sanmarco», выполненный из зеркального стекла. Впоследствии Ауленти заняла пост вице-президента Ассоциации промышленного дизайна.
В 1966 году стала деловым партнером компании «Olivetti», для которой создала дизайн нескольких салонов (в частности, Olivetti Shop (1966, Париж, Франция)). В 1968 году начала сотрудничество с компанией «Fiat», для которой разрабатывала дизайн инсталляций, стендов и выставочных залов. Среди них — выставочный зал в Цюрихе (1969—1970, Швейцария), в Брюсселе (1970, Бельгия), в Турине (1970, Италия).

## Награды
Кавалер французского ордена Почётного легиона, удостоена ряда высоких правительственных наград Италии и других государств, лауреат многочисленных премий.
В честь архитектора названа площадь Гаэ Ауленти в Милане.